# Steriphodon
Steriphodon es un género de coleóptero de la familia Anthicidae.

## Especies
Habita en Argelia.
- Steriphodon abdominalis
- Steriphodon bedeli
- Steriphodon chobauti
- Steriphodon doncasteri
- Steriphodon indicum
- Steriphodon scoparius